# Campeonato Mundial de Ajedrez 1969
El Campeonato Mundial de Ajedrez 1969 fue un encuentro entre el retador Boris Spassky de la Unión Soviética y su compatriota y campeón defensor Tigran Petrosian. El match se jugó en Moscú, Rusia. El primer juego empezó el 14 de abril de 1969. El último juego empezó el 17 de junio que terminó empatado. Spassky ganó el match 12½–10½, convirtiéndose en el campeón oficial número 10.

## Torneo Interzonal
El Torneo Interzonal fue jugado en la ciudad tunecina de Susa (también conocida como Sousse) en el año 1967.
| N° | Nombre                | 1 | 2 | 3 | 4 | 5 | 6 | 7 | 8 | 9 | 10 | 11 | 12 | 13 | 14 | 15 | 16 | 17 | 18 | 19 | 20 | 21 | 22 | Total |
| -- | --------------------- | - | - | - | - | - | - | - | - | - | -- | -- | -- | -- | -- | -- | -- | -- | -- | -- | -- | -- | -- | ----- |
| 1  | Bent Larsen           | - | ½ | ½ | 0 | 0 | 1 | 1 | 1 | 1 | ½  | 1  | 1  | 1  | ½  | 0  | 1  | ½  | 1  | 1  | 1  | 1  | 1  | 15½   |
| 2  | Efim Geller           | ½ | - | ½ | ½ | ½ | 0 | 1 | ½ | 1 | ½  | ½  | 1  | ½  | ½  | 1  | ½  | ½  | 1  | 1  | ½  | 1  | 1  | 14    |
| 3  | Svetozar Gligorić     | ½ | ½ | - | ½ | ½ | ½ | ½ | 1 | ½ | ½  | ½  | ½  | ½  | 1  | 1  | ½  | ½  | ½  | 1  | 1  | 1  | 1  | 14    |
| 4  | Víktor Korchnoi       | 1 | ½ | ½ | - | 1 | ½ | ½ | ½ | 0 | ½  | 0  | 0  | ½  | 1  | 1  | 1  | 1  | 1  | 1  | 1  | ½  | 1  | 14    |
| 5  | Lajos Portisch        | 1 | ½ | ½ | 0 | - | ½ | ½ | 1 | 0 | ½  | ½  | ½  | ½  | 1  | 1  | ½  | 1  | ½  | 1  | ½  | 1  | 1  | 13½   |
| 6  | Samuel Reshevsky      | 0 | 1 | ½ | ½ | ½ | - | ½ | ½ | 1 | ½  | ½  | 1  | ½  | ½  | ½  | ½  | 1  | 1  | 1  | 0  | 1  | ½  | 13    |
| 7  | Vlastimil Hort        | 0 | 0 | ½ | ½ | ½ | ½ | - | 1 | ½ | ½  | 1  | ½  | ½  | ½  | ½  | ½  | ½  | 1  | 1  | 1  | 1  | 1  | 13    |
| 8  | Leonid Stein          | 0 | ½ | 0 | ½ | 0 | ½ | 0 | - | ½ | ½  | ½  | 1  | 1  | ½  | 1  | 1  | 1  | 1  | 1  | 1  | 1  | ½  | 13    |
| 9  | Milan Matulović       | 0 | 0 | ½ | 1 | 1 | 0 | ½ | ½ | - | 0  | 1  | 1  | ½  | 1  | 0  | ½  | ½  | 1  | ½  | 1  | 1  | 1  | 12½   |
| 10 | Aleksandar Matanović  | ½ | ½ | ½ | ½ | ½ | ½ | ½ | ½ | 1 | -  | ½  | 1  | ½  | ½  | ½  | ½  | 1  | ½  | 1  | 0  | ½  | ½  | 12    |
| 11 | Borislav Ivkov        | 0 | ½ | ½ | 1 | ½ | ½ | 0 | ½ | 0 | ½  | -  | 0  | ½  | ½  | 1  | ½  | 1  | ½  | 0  | 1  | 1  | 1  | 11    |
| 12 | Henrique Mecking      | 0 | 0 | ½ | 1 | ½ | 0 | ½ | 0 | 0 | 0  | 1  | -  | 1  | 1  | 1  | ½  | ½  | ½  | ½  | 1  | 1  | ½  | 11    |
| 13 | Aivars Gisplis        | 0 | ½ | ½ | ½ | ½ | ½ | ½ | 0 | ½ | ½  | ½  | 0  | -  | ½  | 0  | 1  | ½  | 0  | ½  | 1  | 1  | 1  | 10    |
| 14 | Lubomir Kavalek       | ½ | ½ | 0 | 0 | 0 | ½ | ½ | ½ | 0 | ½  | ½  | 0  | ½  | -  | ½  | 1  | ½  | 1  | 1  | 0  | 1  | 1  | 10    |
| 15 | Duncan Suttles        | 1 | 0 | 0 | 0 | 0 | ½ | ½ | 0 | 1 | ½  | 0  | 0  | 1  | ½  | -  | ½  | 1  | 0  | 1  | ½  | ½  | 1  | 9½    |
| 16 | István Bilek          | 0 | ½ | ½ | 0 | ½ | ½ | ½ | 0 | ½ | ½  | ½  | ½  | 0  | 0  | ½  | -  | ½  | ½  | 0  | 1  | 1  | 1  | 9     |
| 17 | László Barczay        | ½ | ½ | ½ | 0 | 0 | 0 | ½ | 0 | ½ | 0  | 0  | ½  | ½  | ½  | 0  | ½  | -  | ½  | ½  | 1  | ½  | 1  | 8     |
| 18 | Robert Byrne          | 0 | 0 | ½ | 0 | ½ | 0 | 0 | 0 | 0 | ½  | ½  | ½  | 1  | 0  | 1  | ½  | ½  | -  | ½  | 1  | ½  | 0  | 7½    |
| 19 | Lhamsuren Miagmasuren | 0 | 0 | 0 | 0 | 0 | 0 | 0 | 0 | ½ | 0  | 1  | ½  | ½  | 0  | 0  | 1  | ½  | ½  | -  | 1  | 0  | 1  | 6½    |
| 20 | Miguel Cuéllar        | 0 | ½ | 0 | 0 | ½ | 1 | 0 | 0 | 0 | 1  | 0  | 0  | 0  | 1  | ½  | 0  | 0  | 0  | 0  | -  | 1  | 1  | 6½    |
| 21 | Ortvin Sarapu         | 0 | 0 | 0 | ½ | 0 | 0 | 0 | 0 | 0 | ½  | 0  | 0  | 0  | 0  | ½  | 0  | ½  | ½  | 1  | 0  | -  | ½  | 4     |
| 22 | Slim Bouaziz          | 0 | 0 | 0 | 0 | 0 | ½ | 0 | ½ | 0 | ½  | 0  | ½  | 0  | 0  | 0  | 0  | 0  | 1  | 0  | 0  | ½  | -  | 3½    |
|    | Bobby Fischer         | 0 |   |   | ½ | ½ | 1 | 0 | 1 |   |    |    |    | 0  | ½  |    |    |    | 1  | 1  | 1  | 1  | 1  |       |

## Torneo de Candidatos
Los seis mejores ubicados en el Torneo Interzonal, el perdedor del Campeonato pasado y el perdedor del Torneo de Candidatos pasado, jugaron matches de eliminación directa, y el ganador obteniendo el derecho de jugar por el Campeonato Mundial de Ajedrez contra Tigran Petrosian en 1969.
Esta fue la última vez de que un match por el tercer puesto fuese jugado. El propósito del match por el tercer puesto era para otorgar un cupo directo para el siguiente Interzonal, pero desde el siguiente torneo, todos los participantes del Torneo clasificaban automáticamente para el siguiente Interzonal.
|  | Cuartos de final                   | Cuartos de final                   |                 |               | Semifinales                        | Semifinales                        |             |               | Final                         | Final                         |  |
|  | 20 de abril al 20 de junio de 1968 | 20 de abril al 20 de junio de 1968 |                 |               | 26 de junio al 20 de julio de 1968 | 26 de junio al 20 de julio de 1968 |             |               | 6 al 26 de septiembre de 1968 | 6 al 26 de septiembre de 1968 |  |
|  |                                    |                                    |                 |               |                                    |                                    |             |               |                               |                               |  |
|  |                                    |                                    |                 |               |                                    |                                    |             |               |                               |                               |  |
|  | Boris Spassky                      | 5½                                 |                 |               |                                    |                                    |             |               |                               |                               |  |
|  | Boris Spassky                      | 5½                                 |                 |               |                                    |                                    |             |               |                               |                               |  |
|  | Efim Geller                        | 2½                                 |                 |               |                                    |                                    |             |               |                               |                               |  |
|  | Efim Geller                        | 2½                                 |                 | Boris Spassky | 5½                                 |                                    |             |               |                               |                               |  |
|  |                                    |                                    |                 | Boris Spassky | 5½                                 |                                    |             |               |                               |                               |  |
|  |                                    |                                    | Bent Larsen     | 2½            |                                    |                                    |             |               |                               |                               |  |
|  | Lajos Portisch                     | 4½                                 | Bent Larsen     | 2½            |                                    |                                    |             |               |                               |                               |  |
|  | Lajos Portisch                     | 4½                                 |                 |               |                                    |                                    |             |               |                               |                               |  |
|  | Bent Larsen                        | 5½                                 |                 |               |                                    |                                    |             |               |                               |                               |  |
|  | Bent Larsen                        | 5½                                 |                 |               |                                    |                                    |             | Boris Spassky | 6½                            |                               |  |
|  |                                    |                                    |                 |               |                                    |                                    |             | Boris Spassky | 6½                            |                               |  |
|  |                                    |                                    | Víktor Korchnói | 3½            |                                    |                                    |             |               |                               |                               |  |
|  | Svetozar Gligorić                  | 3½                                 | Víktor Korchnói | 3½            |                                    |                                    |             |               |                               |                               |  |
|  | Svetozar Gligorić                  | 3½                                 |                 |               |                                    |                                    |             |               |                               |                               |  |
|  | Mijaíl Tal                         | 5½                                 |                 |               |                                    |                                    |             |               |                               |                               |  |
|  | Mijaíl Tal                         | 5½                                 |                 | Mijaíl Tal    | 4½                                 |                                    |             | Tercer lugar  | Tercer lugar                  |                               |  |
|  |                                    |                                    |                 | Mijaíl Tal    | 4½                                 |                                    |             | Tercer lugar  | Tercer lugar                  |                               |  |
|  |                                    |                                    | Víktor Korchnói | 5½            |                                    |                                    |             |               |                               |                               |  |
|  | Samuel Reshevsky                   | 2½                                 | Víktor Korchnói | 5½            |                                    |                                    | Bent Larsen | 5½            |                               |                               |  |
|  | Samuel Reshevsky                   | 2½                                 |                 |               |                                    |                                    | Bent Larsen | 5½            |                               |                               |  |
|  | Víktor Korchnói                    | 5½                                 |                 |               |                                    |                                    |             |               | Mijaíl Tal                    | 2½                            |  |
|  | Víktor Korchnói                    | 5½                                 |                 |               |                                    |                                    |             |               | Mijaíl Tal                    | 2½                            |  |
|  |                                    |                                    |                 |               |                                    |                                    |             |               |                               |                               |  |

### Cuartos de final
Los matches de cuartos de final se jugaban a mejor de 10 juegos, es decir, el que obtiene primero 5½ o más, avanza a la siguiente ronda, eliminando al otro.
| Jugador       | 1 | 2 | 3 | 4 | 5 | 6 | 7 | 8 | Total |
| ------------- | - | - | - | - | - | - | - | - | ----- |
| Boris Spassky | ½ | 1 | ½ | 1 | ½ | 1 | ½ | ½ | 5½    |
| Efim Geller   | ½ | 0 | ½ | 0 | ½ | 0 | ½ | ½ | 2½    |

| Jugador        | 1 | 2 | 3 | 4 | 5 | 6 | 7 | 8 | 9 | 10 | Total |
| -------------- | - | - | - | - | - | - | - | - | - | -- | ----- |
| Lajos Portisch | ½ | 0 | 0 | 1 | ½ | ½ | 1 | ½ | ½ | 0  | 4½    |
| Bent Larsen    | ½ | 1 | 1 | 0 | ½ | ½ | 0 | ½ | ½ | 1  | 5½    |

| Jugador           | 1 | 2 | 3 | 4 | 5 | 6 | 7 | 8 | 9 | Total |
| ----------------- | - | - | - | - | - | - | - | - | - | ----- |
| Svetozar Gligorić | 1 | ½ | ½ | ½ | ½ | 0 | 0 | ½ | 0 | 3½    |
| Mijaíl Tal        | 0 | ½ | ½ | ½ | ½ | 1 | 1 | ½ | 1 | 5½    |

| Jugador          | 1 | 2 | 3 | 4 | 5 | 6 | 7 | 8 | Total |
| ---------------- | - | - | - | - | - | - | - | - | ----- |
| Samuel Reshevsky | ½ | 0 | ½ | 0 | ½ | 0 | ½ | ½ | 2½    |
| Víktor Korchnói  | ½ | 1 | ½ | 1 | ½ | 1 | ½ | ½ | 5½    |

### Semifinales
Los matches de semifinales mantuvieron el mismo formato de a mejor de 10 juegos, es decir, el que obtiene primero 5½ o más, avanza a la siguiente ronda, eliminando al otro.
| Jugador       | 1 | 2 | 3 | 4 | 5 | 6 | 7 | 8 | Total |
| ------------- | - | - | - | - | - | - | - | - | ----- |
| Boris Spassky | 1 | 1 | 1 | ½ | 0 | ½ | 1 | ½ | 5½    |
| Bent Larsen   | 0 | 0 | 0 | ½ | 1 | ½ | 0 | ½ | 2½    |

| Jugador         | 1 | 2 | 3 | 4 | 5 | 6 | 7 | 8 | 9 | 10 | Total |
| --------------- | - | - | - | - | - | - | - | - | - | -- | ----- |
| Mijaíl Tal      | ½ | ½ | ½ | ½ | 0 | 0 | 1 | ½ | ½ | ½  | 4½    |
| Víktor Korchnói | ½ | ½ | ½ | ½ | 1 | 1 | 0 | ½ | ½ | ½  | 5½    |

### Final
El match de la final del Torneo de Candidatos se jugó a mejor de 12 juegos, es decir, el que obtiene primero 6½ o más, gana el derecho a jugar contra Tigran Petrosian por el Campeonato Mundial.
| Jugador         | 1 | 2 | 3 | 4 | 5 | 6 | 7 | 8 | 9 | 10 | Total |
| --------------- | - | - | - | - | - | - | - | - | - | -- | ----- |
| Boris Spassky   | ½ | 1 | ½ | 1 | ½ | 0 | 1 | 1 | ½ | ½  | 6½    |
| Víktor Korchnói | ½ | 0 | ½ | 0 | ½ | 1 | 0 | 0 | ½ | ½  | 3½    |

### Tercer lugar
Los que fueron eliminados en las semifinales, jugaron un match extra para definir el tercer lugar, que otorga un cupo directo para el siguiente Interzonal. Este fue el último año en que se jugó este match. El match se jugó a mejor de 10 juegos, es decir, el que obtiene primero 5½ o más, obtiene el tercer lugar y un cupo para el siguiente Interzonal.
| Jugador     | 1 | 2 | 3 | 4 | 5 | 6 | 7 | 8 | Total |
| ----------- | - | - | - | - | - | - | - | - | ----- |
| Bent Larsen | ½ | ½ | 1 | 1 | 0 | 1 | ½ | 1 | 5½    |
| Mijaíl Tal  | ½ | ½ | 0 | 0 | 1 | 0 | ½ | 0 | 2½    |

## Match
El match fue jugado como mejor de 24 juegos, las victorias contando 1 punto, los empates ½ punto, y las derrotas 0, y acabaría cuando un jugador llegue a 12½ puntos. Si el match acabara en un empate 12 a 12, el campeón defensor (Petrosian) retendría el título.
| Jugador          | 1 | 2 | 3 | 4 | 5 | 6 | 7 | 8 | 9 | 10 | 11 | 12 | 13 | 14 | 15 | 16 | 17 | 18 | 19 | 20 | 21 | 22 | 23 | Total |
| ---------------- | - | - | - | - | - | - | - | - | - | -- | -- | -- | -- | -- | -- | -- | -- | -- | -- | -- | -- | -- | -- | ----- |
| Tigran Petrosian | 1 | ½ | ½ | 0 | 0 | ½ | ½ | 0 | ½ | 1  | 1  | ½  | ½  | ½  | ½  | ½  | 0  | ½  | 0  | 1  | 0  | ½  | ½  | 10½   |
| Boris Spassky    | 0 | ½ | ½ | 1 | 1 | ½ | ½ | 1 | ½ | 0  | 0  | ½  | ½  | ½  | ½  | ½  | 1  | ½  | 1  | 0  | 1  | ½  | ½  | 12½   |